# Deutschland sucht den Superstar/Staffel 17
Die 17. Staffel der deutschen Gesangs-Castingshow Deutschland sucht den Superstar wurde vom 4. Januar bis zum 4. April 2020 im Programm des Fernsehsenders RTL ausgestrahlt. Die Jury bestand wie im Vorjahr aus Dieter Bohlen, Oana Nechiti, Xavier Naidoo und Pietro Lombardi; vor Beginn der Liveshows wurde Xavier Naidoo aus der Jury ausgeschlossen und ab der zweiten Liveshow durch Florian Silbereisen ersetzt. Wie zuvor galt das Motto „No Limits“; womit Kandidaten ohne stilistische Einschränkungen am Casting teilnehmen konnten. Die Altersgrenze lag weiterhin bei 30 Jahren.
Der 26-jährige Ramon Roselly – der bis zum Finale unter seinem bürgerlichen Namen Ramon Kaselowsky antrat – wurde von den Zuschauern zum Sieger gekürt, gewann somit 100.000 Euro sowie einen Plattenvertrag mit Universal Music.

## Ablauf
Nach zwölf Casting-Folgen, aufgezeichnet auf dem Drachenfels bei Königswinter, am Forggensee bei Füssen und im Hanse Gate Hamburg, ging es für die 126 weitergekommenen Kandidaten in den Recall nach Sölden. Sie traten zunächst in größeren Gruppen auf, die daraus Weitergekommenen danach zu zweit, zu dritt oder zu viert. 22 von ihnen – dazu die vier Gewinner der Goldenen CDs – erhielten ein Ticket nach Südafrika. Dort wurden sie von den Vocal Coaches Juliette Schoppmann und André Franke unterstützt. Nach dem Auslands-Recall wurde eine Kandidatin wegen einer Regelverletzung disqualifiziert. Die verbliebenen elf Kandidaten traten in einem zusätzlichen Recall im Landschaftspark Duisburg um die sieben Plätze in den Liveshows an. Männer- und Frauengruppen sangen zu dritt oder zweit, wonach die Jury vier Teilnehmer in die Liveshows schickte. Die restlichen sieben Superstar-Aspiranten hatten Solo-Auftritte zu absolvieren, was zur Entscheidung über die restlichen drei Plätze führte.
In den drei Liveshows vor dem Finale schied je ein Kandidat aus, ebenso in den ersten zwei Runden des Finales. Im finalen Duell mit dem gleichen Song wurde der Sieger ermittelt.

## Südafrika-Recall
In der Auftaktfolge traten die 13 weiblichen und die 13 männlichen Kandidaten in fünf Vierer- und zwei Dreiergruppen auf, darunter eine Gruppe aus beiden Geschlechtern. Die ersten beiden Folgen fanden im Tsitsikamma-Nationalpark statt, die dritte Folge am Strand des Kapstadter Stadtteils Camps Bay. In der vierten Folge trugen die noch im Rennen verbliebenen 18 Kandidaten sieben gemischtgeschlechtliche und ein weibliches Duett vor. Da ein Kandidat zuvor freiwillig ausgestiegen war, sang seine Gesangspartnerin alleine. Vor dem Juryurteil verkündete ein weiterer Teilnehmer, dass er das Format als nicht geeignet für sich sehe. Diese letzten Auftritte in Südafrika fanden auf dem Weingut Boschendal in Franschhoek statt. Die Jury wählte elf Kandidaten in die nächste Runde. Da Dieter Bohlen eine gerade Anzahl günstiger fand, kam zusätzlich die bereits verabschiedete Kathrin Bibert weiter.
| Kandidat, Alter           | Kandidat, Alter | Wohnort                 | Anmerkungen, Beruf | Ausgeschieden in               |
| ------------------------- | --------------- | ----------------------- | --- | ------------------------------ |
| Ramon Kaselowsky          | 26              | Zschernitz              | Sieger der Staffel, Gebäudereiniger | –                              |
| Chiara D’Amico            | 18              | Frankfurt               | 2019 im Recall, Eltern aus Italien, Schülerin | Finale                         |
| Joshua Tappe              | 25              | Holzminden              | Teilnehmer bei The Voice of Germany 2018 (Blind Auditions), Kundenberater in einer Bank                                                                                                 | Finale                         |
| Paulina Wagner            | 22              | Köln                    | Studentin (Journalismus und Unternehmenskommunikation) | Finale                         |
| Lydia Kelovitz            | 29              | St. Egyden am Steinfeld | 2013 im Recall, Wrestlerin, Versicherungskauffrau | Liveshow 3                     |
| Marcio Pereira Conrado    | 26              | Glarus                  | geboren in Brasilien, Promoter | Liveshow 2                     |
| Ricardo Rodrigues         | 21              | Basel                   | Portugiese, Auszubildender (Erzieher) | Liveshow 1                     |
| Nicole Frolov             | 16              | Rietberg                | Eltern aus Kasachstan, Teilnehmerin bei The Voice Kids 2013, Schülerin | Folge 18                       |
| Lorna Hysa                | 27              | Tirana                  | Teilnehmerin bei The X Factor 2012 und weiteren Musikshows in Albanien, Studentin (Wirtschaftsinformatik), erste Studienjahre in der Schweiz                                            | Folge 18                       |
| Tamara Lara Perez         | 20              | Hedingen                | Eltern aus Italien und Spanien, Teilnehmerin bei The Voice Kids 2014, ausgebildete Kauffrau                                                                                             | Folge 18                       |
| Manolito Schwarz          | 27              | Münster                 | Gewinner der Teilnehmer-Suche für DSDS bei Guten Morgen Deutschland, Arbeitssuchender                                                                                                   | Folge 18                       |
| Kathrin „Katja“ Bibert    | 20              | Hamburg                 | Sängerin | Disqualifikation nach Folge 17 |
| Nataly Fechter            | 26              | Prinzendorf             | Teilnehmerin bei Popstars – Mission Österreich 2011, Finalistin bei The Voice of Austria 2016, ehemalige Eiskunstläuferin, Ballett-Ausbildung, pharmazeutisch-kaufmännische Assistentin | Folge 17                       |
| Isabell Heck              | 24              | Köln                    | Im Recall 2014 freiwillig ausgestiegen, Junior Disponentin in einer Personalfirma | Folge 17                       |
| Kevin Jenewein            | 26              | Sulzbach/Saar           | Goldene CD von Pietro Lombardi, 2013 im Auslands-Recall, Zimmermann | Folge 17                       |
| Kristina Shloma           | 22              | Eggenfelden             | geboren in Kasachstan, Verkäuferin in einem Schuhgeschäft | Folge 17                       |
| Kevin Amendola            | 26              | Stuttgart               | Zeitarbeiter | Folge 17 freiwillig            |
| Raphael Goldmann          | 28              | Westerstede             | Goldene CD von Dieter Bohlen, Musiker, 2008 im Recall, Zerspanungsmechaniker | Folge 17 freiwillig            |
| Liron Blumberg            | 16              | Zürich                  | Schüler | Folge 16                       |
| Elvin Kovaci              | 17              | Burladingen             | aus Serbien, Auszubildender (Kaufmann für Büromanagement) | Folge 16                       |
| Kosta Kreativa            | 28              | Berlin                  | Eltern aus Zypern, ausgebildeter Make-up-Artist und Koch, Bankangestellter | Folge 16                       |
| Francesco Mobilia         | 21              | Oberstenfeld            | Goldene CD von Xavier Naidoo, geboren in Tschechien, Kundenberater bei einem Bahnunternehmen                                                                                            | Folge 16                       |
| Vanissa Toufeili          | 23              | Spreitenbach            | geboren im Libanon, Sekretärin im Geschäft der Mutter | Folge 15                       |
| Carolin Milena Kries      | 16              | Bodenheim               | Goldene CD von Oana Nechiti, Schülerin | Folge 14                       |
| Daniela Washington Matias | 17              | Mutlangen               | Portugiesin und US-Amerikanerin, aus Madeira, Schülerin | Folge 14                       |
| Luis Molicnik             | 19              | Lübbecke                | Tennislehrer | Folge 14                       |

## Liveshows

### Kandidaten
| Platz | Kandidat               | Alter | Ausgeschieden am | Motto          |
| ----- | ---------------------- | ----- | ---------------- | -------------- |
| 1.    | Ramon Kaselowsky       | 26    | –                | –              |
| 2.    | Chiara D’Amico         | 18    | 4. April         | –              |
| 3.    | Joshua Tappe           | 25    | 4. April         | –              |
| 4.    | Paulina Wagner         | 22    | 4. April         | –              |
| 5.    | Lydia Kelovitz         | 30    | 28. März         | Laut und Leise |
| 6.    | Marcio Pereira Conrado | 26    | 21. März         | –              |
| 7.    | Ricardo Rodrigues      | 21    | 14. März         | –              |

### Erste Liveshow
Die erste Liveshow wurde am 14. März 2020 ausgestrahlt. Vor den Soloauftritten gab es als Gruppensong der Jungs Blinding Lights von The Weeknd und von den Mädchen In meiner Erinnerung von Silbermond. Erstmals konnten die verbliebenen drei Juroren mit je einer CD einem Liveshow-Kandidaten 5 % zusätzliche Stimmanteile geben. Dieter Bohlen vergab seine CD allerdings „symbolisch“ an Alexander Klaws. Der Moderator und erster DSDS-Sieger sang zum Ende der Show mit der damals Zweitplatzierten Juliette Schoppmann, mit Dieter Bohlen und Pietro Lombardi die DSDS-Hymne We Have a Dream. Wegen der COVID-19-Pandemie wurden nur Familienangehörige und Freunde als Zuschauer im Saal zugelassen.
| Start- platz | Kandidat               | Lied Originalinterpret                                       | Ergebnis      | Platzierung | Anrufe in % zzgl. Juroren-% |
| ------------ | ---------------------- | ------------------------------------------------------------ | ------------- | ----------- | --------------------------- |
| 1            | Ricardo Rodrigues      | There’s Nothing Holdin’ Me Back – Shawn Mendes               | ausgeschieden | 7           | 02,74                       |
| 2            | Paulina Wagner         | Hundert Prozent – Helene Fischer                             | weiter        | 2           | 15,05 10,05 + 5 (Nechiti)   |
| 3            | Marcio Pereira Conrado | 7 Years – Lukas Graham                                       | weiter        | 3           | 12,39 07,39 + 5 (Lombardi)  |
| 4            | Chiara D’Amico         | In Your Eyes – Robin Schulz & Alida                          | weiter        | 6           | 08,64                       |
| 5            | Joshua Tappe           | Sex on Fire – Kings of Leon                                  | weiter        | 4           | 10,73                       |
| 6            | Lydia Kelovitz         | Like a Prayer – Madonna                                      | weiter        | 5           | 09,29                       |
| 7            | Ramon Kaselowsky       | Mandy (Deutsche Coverversion von Karel Gott) – Barry Manilow | weiter        | 1           | 51,16                       |

### Zweite Liveshow
Auch in der zweiten Liveshow gab es, anders als in den vorherigen Staffeln, kein festes Motto. Sie wurde am 21. März 2020 ausgestrahlt. Die Kandidaten sangen vor den Soloauftritten in zwei Gruppen. Ramon, Marcio und Chiara sangen Señorita von Shawn Mendes und Camila Cabello und Joshua, Lydia und Paulina Échame la culpa von Luis Fonsi und Demi Lovato. Aufgrund der Corona-Pandemie wurden nun auch Familienangehörige und Freunde als Publikum ausgeschlossen, ebenso traten keine Tänzer mehr auf.
| Start- platz | Kandidat               | Lied Originalinterpret                                             | Ergebnis      | Platzierung | Anrufe in % zzgl. Juroren-%  |
| ------------ | ---------------------- | ------------------------------------------------------------------ | ------------- | ----------- | ---------------------------- |
| 1            | Chiara D’Amico         | Mein Herz – Beatrice Egli                                          | weiter        | 3           | 15,24 10,24 + 5 (Bohlen)     |
| 2            | Marcio Pereira Conrado | I Don't Feel Like Dancin’ – Scissor Sisters                        | ausgeschieden | 6           | 11,23 6,23 + 5 (Nechiti)     |
| 3            | Lydia Kelovitz         | I Love Rock ’n’ Roll – Britney Spears                              | weiter        | 5           | 12,65 7,65 + 5 (Silbereisen) |
| 4            | Ramon Kaselowsky       | Rote Lippen soll man küssen (Cover von Lucky Lips) – Cliff Richard | weiter        | 1           | 46,79                        |
| 5            | Joshua Tappe           | Breaking Me – Topic & A7S                                          | weiter        | 4           | 13,87                        |
| 6            | Paulina Wagner         | Ich liebe das Leben (Cover von Andrea Berg) – Vicky Leandros       | weiter        | 2           | 20,22 15,22 + 5 (Lombardi)   |

### Dritte Liveshow
Das Halbfinale stand unter dem Motto Laut und Leise. Die Kandidaten trugen jeweils zwei Lieder vor. Familienangehörige wurden von zuhause aus eingeblendet.
| Start- plätze | Kandidat         | Lied (laut) Originalinterpret                                       | Lied (leise) Originalinterpret                | Ergebnis      | Platzierung | Anrufe in % zzgl. Juroren-%             |
| ------------- | ---------------- | ------------------------------------------------------------------- | --------------------------------------------- | ------------- | ----------- | --------------------------------------- |
| 1,6           | Paulina Wagner   | Unser Tag – Helene Fischer                                          | Leiser – Lea                                  | weiter        | 2           | 21,92 11,92 + 10 (Nechiti, Silbereisen) |
| 2,7           | Joshua Tappe     | 194 Länder – Mark Forster                                           | Ich lass für dich das Licht an – Revolverheld | weiter        | 3           | 18,26 13,26 + 5 (Lombardi)              |
| 3,8           | Chiara D’Amico   | 1000 Träume weit (Tornerò) – Anna-Maria Zimmermann                  | Das Beste – Silbermond                        | weiter        | 4           | 12,32                                   |
| 4,9           | Ramon Kaselowsky | Du hast ja Tränen in den Augen – Costa Cordalis / Bobby Solo (1966) | Über sieben Brücken mußt du gehn – Karat      | weiter        | 1           | 57,63 52,63 + 5 (Bohlen)                |
| 5,10          | Lydia Kelovitz   | Tainted Love – Marilyn Manson                                       | Million Reasons – Lady Gaga                   | ausgeschieden | 5           | 09,87                                   |

### Finale
In der ersten Runde trug jeder der Finalisten ein für ihn „neues“ Lied vor, anschließend musste der Kandidat mit den wenigsten Anrufen ausscheiden. In der zweiten Runde sangen die drei Teilnehmer ein bereits von ihnen in dieser Staffel vorgestelltes Lied, wonach wieder ein Kandidat die Bühne verlassen musste. Die von den Zuschauern ins letzte Duell gewählten Sänger trugen den gleichen von Dieter Bohlen komponierten Finalsong vor. Ramon Kaselowsky, der diesmal unter seinem Künstlernamen Ramon Roselly antrat, entschied das Rennen für sich.
| Start- plätze | Kandidat         | Runde 1                               | Runde 2                                     | Runde 3    | Platzierung | Anrufe in % | Anrufe in % | Anrufe in % |
| Start- plätze | Kandidat         | Neues Lied Originalinterpret          | Staffelhighlight Originalinterpret          | Finalsong  | Platzierung | Runde 1     | Runde 2     | Runde 3     |
| ------------- | ---------------- | ------------------------------------- | ------------------------------------------- | ---------- | ----------- | ----------- | ----------- | ----------- |
| 1,5           | Joshua Tappe     | Supergirl – Reamonn                   | Hoch – Tim Bendzko                          | Eine Nacht | 3           | 10,49       | 10,82       | –           |
| 2             | Paulina Wagner   | Sieben Leben für dich – Maite Kelly   | Wie schön du bist – Sarah Connor            | Eine Nacht | 4           | 10,32       | –           | –           |
| 3,6,8         | Chiara D’Amico   | … Baby One More Time – Britney Spears | Dance Monkey – Tones and I                  | Eine Nacht | 2           | 13,14       | 16,11       | 19,18       |
| 4,7,9         | Ramon Kaselowsky | Tränen lügen nicht – Michael Holm     | 100 Jahre sind noch zu kurz – Randolph Rose | Eine Nacht | 1           | 66,05       | 73,07       | 80,82       |

 Weiter bzw. Sieger
 Ausgeschieden
 Nicht vorgetragen

## Quoten
| Folge | Wettbewerb       | Erstausstrahlung     | Zuschauerzahl | Einschaltquote |
| ----- | ---------------- | -------------------- | ------------- | -------------- |
| 01    | Castings         | Sa, 4. Januar 2020   | 3,86 Mio.     | 12,2 %         |
| 02    | Castings         | Di, 7. Januar 2020   | 3,05 Mio.     | 10,2 %         |
| 03    | Castings         | Sa, 11. Januar 2020  | 3,90 Mio.     | 12,9 %         |
| 04    | Castings         | Di, 14. Januar 2020  | 3,40 Mio.     | 11,3 %         |
| 05    | Castings         | Sa, 18. Januar 2020  | 3,87 Mio.     | 12,6 %         |
| 06    | Castings         | Di, 21. Januar 2020  | 3,59 Mio.     | 11,9 %         |
| 07    | Castings         | Sa, 25. Januar 2020  | 4,01 Mio.     | 13,3 %         |
| 08    | Castings         | Di, 28. Januar 2020  | 3,51 Mio.     | 11,9 %         |
| 09    | Castings         | Sa, 1. Februar 2020  | 3,43 Mio.     | 11,6 %         |
| 10    | Castings         | Di, 4. Februar 2020  | 3,08 Mio.     | 10,3 %         |
| 11    | Castings         | Sa, 8. Februar 2020  | 3,49 Mio.     | 11,9 %         |
| 12    | Castings         | Di, 11. Februar 2020 | 3,31 Mio.     | 11,3 %         |
| 13    | Sölden-Recall    | Sa, 15. Februar 2020 | 3,14 Mio.     | 11,8 %         |
| 14    | Südafrika-Recall | Di, 18. Februar 2020 | 2,92 Mio.     | 09,9 %         |
| 15    | Südafrika-Recall | Sa, 22. Februar 2020 | 3,23 Mio.     | 11,2 %         |
| 16    | Südafrika-Recall | Di, 25. Februar 2020 | 3,22 Mio.     | 10,8 %         |
| 17    | Südafrika-Recall | Sa, 29. Februar 2020 | 3,54 Mio.     | 11,7 %         |
| 18    | Duisburg-Recall  | Sa, 7. März 2020     | 3,55 Mio.     | 12,6 %         |
| 19    | Liveshow 1       | Sa, 14. März 2020    | 3,50 Mio.     | 11,6 %         |
| 20    | Liveshow 2       | Sa, 21. März 2020    | 3,94 Mio.     | 11,4 %         |
| 21    | Liveshow 3       | Sa, 28. März 2020    | 3,67 Mio.     | 11,2 %         |
| 22    | Finale           | Sa, 4. April 2020    | 4,24 Mio.     | 13,3 %         |